# 徐欽 (魏國公)
徐欽（1391年—1424年），原名释迦保，明成祖赐名钦，濠州鍾離永豐鄉（今安徽鳳陽東北）人，明朝軍事將領、魏國公，徐達長子徐輝祖之長子。
徐輝祖死後一個多月，明成祖仍以「中山王（徐達）不可無後」為理由，由其長子徐欽繼承魏國公。永樂九年（1411年），以縱恣為言官所劾。永樂十九年（1421年），來朝請求辭職，明成祖大怒，罷其為民，守祖墓於鳳陽。明仁宗繼位后，恢復爵位，未过一月，同年十一月二十九日卒。

## 子女
魏國公夫人何氏，讳妙蓮，揚州府江都人，永樂八年五月歸魏國公徐欽為夫人，正统十年（1445）八月二十日卒於北京府第，年五十六。
1. 長子：徐顯宗，襲魏國公。
2. 次子：徐承宗
3. 三子：徐紹宗

女三人，長適武平衛指揮僉事王禧，次適鷹楊衛指揮使蔣通，次適含山大長公主次男尹淳。